# RTV Baarn
RTV Baarn was een plaatselijke publieke omroep in Baarn, Lage Vuursche en Eembrugge in de provincie Utrecht. De omroep was één stichting met één stichtingsbestuur waaronder radio en tv vielen. In 2023 is RTV Baarn opgegaan in streekomroep Eemland1.

## Historie
In 1960 werd gestart met uitzendingen van de Baarnse Ziekenhuis Omroep. De BZO uitzendingen waren bestemd voor mensen in de Baarnse verzorgingshuizen en het ziekenhuis. De eerste rechtstreekse uitzending vond plaats in april 1975. Er was toen sprake van één telefoonlijn, waardoor geen muziek kon worden doorgegeven. In 1978 werd het verbouwde voormalige gasstation aan de Lindelaan als studioruimte geopend.
In 1990 werd de zendtijd uitgebreid na overeenstemming met de lokale omroep ROS (Roulette Omroepstichting).
De Baarnse Ziekenomroep ging via de kabel uitzenden, en de lokale omroep via een ether-zender.
Tien jaar later fuseerden de beide stichtingen tot Baarn FM.
In 1997 startten lokale televisie-uitzendingen onder de naam LTV. Deze werden volledig verzorgd door één persoon, George de Haan. Na een jaar stopte LTV omdat het voor De Haan alleen niet vol te houden was. Er volgde een doorstart onder de naam RTV. Op 1 januari 2001 werden de radio- en televisiekrachten gebundeld in de Stichting Eemland RTV.
In 2005 trok de televisieafdeling in bij de radio op de huidige locatie aan de Kerkstraat 28a achter het Poorthuis.
Op 1 september 2012 veranderde de overkoepelende naam van Eemland TV en Baarn FM in RTV Baarn.

## Programmering
Gezamenlijke producties waren de Volkskerstzang, de gemeenteraadsverkiezingen, de intocht van Sinterklaas en de dodenherdenking.

### Radio
De programma's werden uitgezonden via de ether (FM 105.5 MHz) de kabel en stream via internet. Op doordeweekse dagen was er een horizontale programmering. Samen met de Lokale Omroep Spakenburg werden op zaterdagmiddagen sportverslagen uitgezonden.

### Televisie
De programma's kunnen werden bekeken via de kabel (Ziggo kanaal 42), glasvezel (KPN kanaal 626), internetstream, Youtube (uitzending gemist), Facebook en Iphone/ipad app delokaleomroep.
Tweemaal per week werd een programma van een uur gemaakt. Dit werd 24 uur per dag herhaald. De nieuwe uurprogramma's startten op zaterdag- en woensdagavond. De onderwerpen lagen op het gebied van informatie, sport en cultuur. In semi-live praatprogramma's stonden bekende mensen uit Baarn of de gemeentepolitiek centraal. Na een aantal items werd ieder uur volgemaakt met Tekst TV. Naast commerciële boodschappen konden verenigingen en instellingen hun aankondigingen en mededelingen plaatsen. Op woensdagen en zaterdagen werden de uitzendingen ververst. Ook raadsvergaderingen werden soms regulier uitgezonden.